# Canterbury, New South Wales
Canterbury este o suburbie în Sydney, Australia.